# Byzas

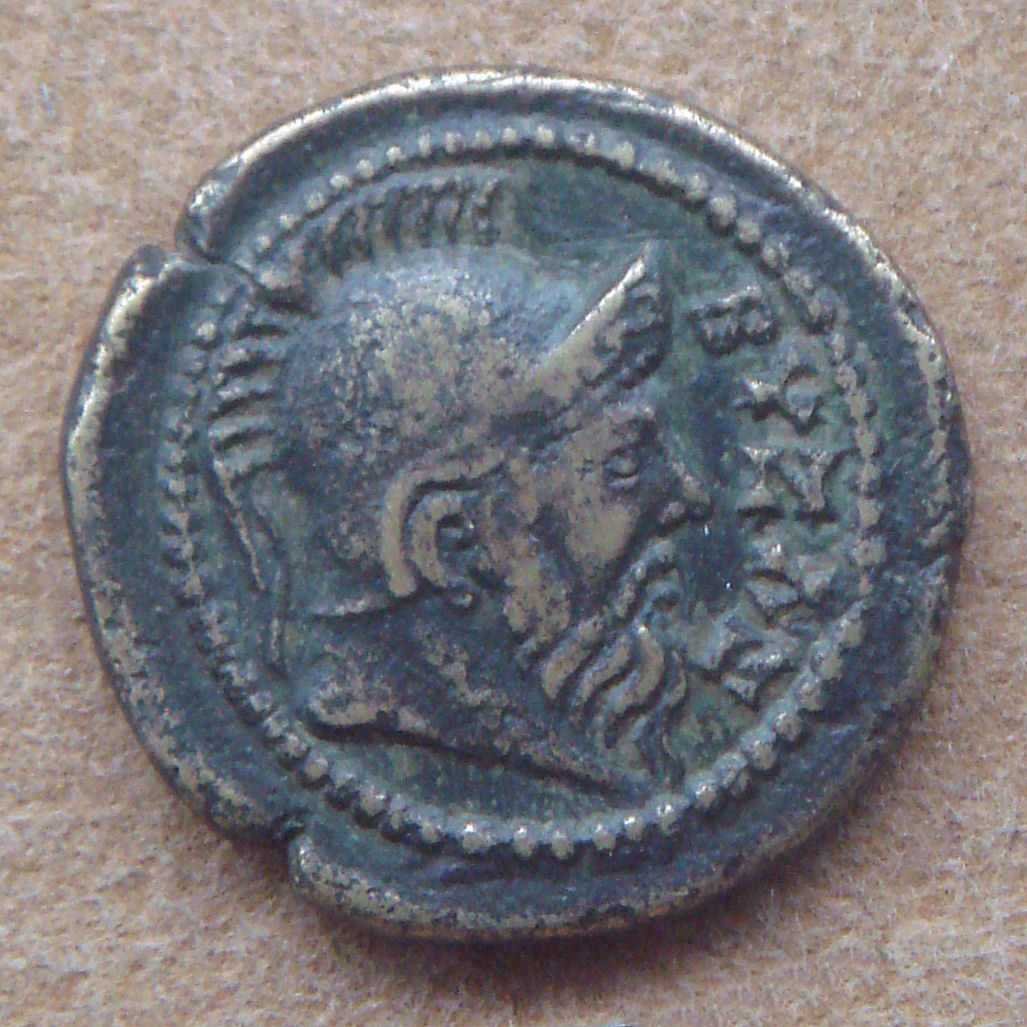
Vyobrazení Byza na minci z Byzance (2. nebo 3. století n. l.)

Byzas (řecky: Βύζας, Βύζαντας) byl podle řecké legendy bájný zakladatel Byzantia (Βυζάντιο). Město, později známé jako Konstantinopol, dosáhlo nesmírné slávy jako hlavní město Východořímské říše a ve svém významu pokračovalo za dob říše Osmanské jako Istanbul.

## Původ jména
Jméno Byzas (Buzas) znamenalo thrácký.

## Založení Byzantia
Podle řecké legendy byl Byzas řeckým kolonizátorem (zmiňovaným též jako vůdce nebo král) z dórské kolonie v Megaře v antickém Řecku. Byl synem krále Nisa (Νίσος), který se často radíval ve věštírně boha Apollóna v Delfách. Věštci instruovali Byzase, aby obsadil zemi naproti „Zemi slepých“. Jako vůdce skupiny megarských osadníků tedy založil v místech, která mu byla zjevena, město Chalcedon. Tam se setkávají Bospor a Zlatý roh a je tu úžina do Marmarského moře. Konstatoval, že Chalcedoňané museli být slepí, když nerozpoznali strategický význam onoho místa na evropské straně Bosporu, na rozdíl od asijské části. Byzantium bylo tedy založeno na evropské straně úžiny, a to roku 667 př. n. l.;[zdroj?] Byzas tak naplnil delfské proroctví.

## Syn Poseidónův
Podle řecké mytologie byl Byzas synem Poseidona a Keroessy. Praví se, že se Zeus zamiloval do Io, dcery Inachovy, krále Argosu a boha řeky Argos. Aby Io ochránil před hněvem své manželky Héry, proměnil ji v jalovici. Na svých cestách pak Io překročila bosporskou úžinu, které tak dala jméno (boos-foros znamená řecky kraví brod). Když se po čase proměnila zpět do podoby ženy, porodila dceru Keroessu. Keroessa dala později syna Poseidónovi, staršímu bratru Diovu, pánovi všech vod od Héraklových sloupů až po Hellespont. Toto dítě, Byzas Megarský, se stal za čas zakladatelem Byzantia a pojmenoval jej Zlatý roh (Χρυσοκερας; Chrysokeras), po své matce.